# Soupisky hokejových reprezentací na MS 2021 (skupina B)
Mistrovství světa v ledním hokeji 2021 elit se zúčastnilo celkem 16 národních týmů. Každý tým musí mít na soupisce nejméně 15 bruslařů (útočníků a obránců) a dva brankáře, a nanejvýš 22 bruslařů a tři brankáře. Tato základní skupina se odehrála v Rize.

## Skupina B

### Kanada
- Soupiska na oficiálních webových stránkách Zdroj
- Hlavní trenér: Gerard Gallant nominoval na šampionát 2021 tyto hráče.
- Asistent trenéra: Michael Dyck
- Asistent trenéra: Michael Kelly
- Asistent trenéra: Andre Tourigny

| 2  | D | Braden Schneider     | 20. září 2001 (19 let)      | Brandon Wheat Kings       |
| 5  | D | Jacob Bernard-Docker | 30. června 2000 (20 let)    | Ottawa Senators           |
| 6  | D | Colin Miller - A     | 29. října 1992 (28 let)     | Buffalo Sabres            |
| 8  | F | Liam Foudy           | 4. února 2000 (21 let)      | Cleveland Monsters        |
| 9  | F | Dillon Dubé          | 20. července 1998 (22 let)  | Calgary Flames            |
| 11 | F | Jaret Anderson-Dolan | 12. září 1999 (21 let)      | Los Angeles Kings         |
| 13 | F | Gabriel Vilardi      | 16. srpna 1999 (21 let)     | Los Angeles Kings         |
| 14 | F | Adam Henrique -      | 6. února 1990 (31 let)      | Anaheim Ducks             |
| 17 | F | Justin Danforth      | 15. března 1993 (28 let)    | HK Viťaz Moskevská oblast |
| 21 | F | Nick Paul            | 20. března 1995 (26 let)    | Ottawa Senators           |
| 22 | F | Brandon Hagel        | 27. srpna 1998 (22 let)     | Chicago Blackhawks        |
| 25 | D | Owen Power           | 22. listopadu 2002 (18 let) | University of Michigan    |
| 26 | D | Sean Walker          | 13. listopadu 1994 (26 let) | Los Angeles Kings         |
| 27 | F | Michael Bunting      | 17. září 1995 (25 let)      | Arizona Coyotes           |
| 28 | F | Connor Brown - A     | 14. ledna 1994 (27 let)     | Ottawa Senators           |
| 33 | G | Adin Hill            | 11. května 1996 (25 let)    | Arizona Coyotes           |
| 35 | G | Darcy Kuemper        | 5. května 1990 (31 let)     | Arizona Coyotes           |
| 38 | D | Mario Ferraro        | 17. září 1998 (22 let)      | San Jose Sharks           |
| 44 | F | Maxime Comtois       | 8. ledna 1999 (22 let)      | Anaheim Ducks             |
| 65 | G | Michael DiPietro     | 9. června 1999 (21 let)     | Utica Comets              |
| 70 | D | Troy Stecher         | 7. dubna 1994 (27 let)      | Detroit Red Wings         |
| 73 | F | Brandon Pirri        | 10. dubna 1991 (30 let)     | Rockford IceHogs          |
| 74 | D | Nicolas Beaudin      | 7. listopadu 1999 (21 let)  | Chicago Blackhawks        |
| 88 | F | Andrew Mangiapane    | 4. dubna 1996 (25 let)      | Calgary Flames            |
| 91 | F | Cole Perfetti        | 1. ledna 2002 (19 let)      | Manitoba Moose            |

### Finsko
- Soupiska na oficiálních webových stránkách Zdroj
- Hlavní trenér: Jukka Jalonen nominoval na šampionát 2021 tyto hráče.
- Asistent trenéra: Kari Lehtonen
- Asistent trenéra: Mikko Manner
- Asistent trenéra: Ari-Pekka Selin

| 2  | D | Ville Pokka        | 3. června 1994 (26 let)     | Avangard Omsk           |
| 3  | D | Olli Määttä        | 22. srpna 1994 (26 let)     | Los Angeles Kings       |
| 6  | D | Tony Sund          | 4. srpna 1995 (25 let)      | HC Davos                |
| 7  | D | Oliwer Kaski       | 4. září 1995 (25 let)       | Avangard Omsk           |
| 12 | F | Marko Anttila      | 27. května 1985 (35 let)    | Jokerit                 |
| 13 | F | Mikael Ruohomaa -  | 17. ledna 1988 (33 let)     | HK Sibir Novosibirsk    |
| 15 | F | Anton Lundell      | 3. října 2001 (19 let)      | HIFK Hockey             |
| 20 | F | Niko Ojamäki       | 17. června 1995 (25 let)    | Linköpings HC           |
| 21 | F | Jere Innala        | 17. března 1998 (23 let)    | Hämeenlinnan Pallokerho |
| 22 | F | Arttu Ruotsalainen | 29. října 1997 (23 let)     | Buffalo Sabres          |
| 24 | F | Hannes Björninen   | 19. října 1995 (25 let)     | Pelicans                |
| 25 | F | Jere Karjalainen   | 23. května 1992 (28 let)    | HK Soči                 |
| 27 | F | Petri Kontiola - A | 4. října 1984 (36 let)      | Hämeenlinnan Pallokerho |
| 29 | G | Harri Säteri       | 29. prosince 1989 (31 let)  | HK Sibir Novosibirsk    |
| 31 | G | Janne Juvonen      | 3. října 1994 (26 let)      | Leksands IF             |
| 38 | F | Teemu Turunen      | 24. listopadu 1995 (25 let) | HC Davos                |
| 39 | D | Kim Nousiainen     | 14. listopadu 2000 (20 let) | KalPa                   |
| 40 | D | Petteri Lindbohm   | 23. září 1993 (27 let)      | EHC Biel                |
| 45 | G | Jussi Olkinuora    | 4. listopadu 1990 (30 let)  | Metallurg Magnitogorsk  |
| 47 | F | Peter Tiivola      | 5. září 1993 (27 let)       | Porin Ässät             |
| 48 | F | Valtteri Puustinen | 4. června 1999 (21 let)     | Hämeenlinnan Pallokerho |
| 50 | D | Miika Koivisto     | 20. července 1990 (30 let)  | Växjö Lakers HC         |
| 52 | D | Mikael Seppälä     | 8. března 1994 (27 let)     | KalPa                   |
| 55 | D | Atte Ohtamaa - A   | 6. listopadu 1987 (33 let)  | Lokomotiv Jaroslavl     |
| 61 | D | Axel Rindell       | 23. dubna 2000 (21 let)     | Mikkelin Jukurit        |
| 76 | F | Jere Sallinen      | 26. října 1990 (30 let)     | HIFK Hockey             |
| 80 | F | Saku Mäenalanen    | 29. května 1994 (26 let)    | Jokerit                 |
| 81 | F | Iiro Pakarinen     | 25. srpna 1991 (29 let)     | Jokerit                 |

### USA
- Soupiska na oficiálních webových stránkách Zdroj
- Hlavní trenér: Jack Capuano nominoval na šampionát 2021 tyto hráče.
- Asistent trenéra: Nate Leaman
- Asistent trenéra: Adam Nightingale

| 2  | D | Ryan Shea           | 11. února 1997 (24 let)    | Texas Stars             |
| 3  | D | Matt Roy - A        | 1. března 1995 (26 let)    | Los Angeles Kings       |
| 4  | D | Connor Mackey       | 12. září 1996 (24 let)     | Calgary Flames          |
| 5  | D | Adam Clendening     | 26. října 1992 (28 let)    | Cleveland Monsters      |
| 6  | D | Chris Wideman       | 7. ledna 1990 (31 let)     | Torpedo Nižnij Novgorod |
| 8  | D | Matt Tennyson       | 23. dubna 1990 (31 let)    | New Jersey Devils       |
| 10 | F | Matty Beniers       | 5. listopadu 2002 (18 let) | Michiganská univerzita  |
| 11 | F | Brian Boyle         | 18. prosince 1984 (36 let) | Bez angažmá             |
| 12 | F | Trevor Moore        | 31. března 1995 (26 let)   | Los Angeles Kings       |
| 16 | F | Ryan Donato         | 9. dubna 1996 (25 let)     | San Jose Sharks         |
| 18 | F | Jack Drury          | 3. února 2000 (21 let)     | Växjö Lakers HC         |
| 19 | F | Jason Robertson     | 22. července 1999 (21 let) | Dallas Stars            |
| 21 | F | Kevin Rooney        | 21. května 1993 (28 let)   | New York Rangers        |
| 24 | F | Sasha Chmelevski    | 9. června 1999 (21 let)    | San Jose Sharks         |
| 29 | G | Jake Oettinger      | 18. prosince 1998 (22 let) | Dallas Stars            |
| 31 | G | Anthony Stolarz     | 20. ledna 1994 (27 let)    | Anaheim Ducks           |
| 39 | D | Zac Jones           | 18. října 2000 (20 let)    | New York Rangers        |
| 40 | G | Cal Petersen        | 19. října 1994 (26 let)    | Los Angeles Kings       |
| 43 | F | Colin Blackwell - A | 28. března 1993 (28 let)   | New York Rangers        |
| 50 | F | Eric Robinson       | 14. června 1995 (25 let)   | Columbus Blue Jackets   |
| 55 | D | Matt Hellickson     | 21. března 1998 (23 let)   | Binghamton Devils       |
| 62 | F | Kevin Labanc        | 12. prosince 1995 (25 let) | San Jose Sharks         |
| 72 | F | Tage Thompson       | 30. října 1997 (23 let)    | Buffalo Sabres          |
| 83 | F | Conor Garland       | 11. března 1996 (25 let)   | Arizona Coyotes         |
| 86 | D | Christian Wolanin   | 17. března 1995 (26 let)   | Los Angeles Kings       |
| 89 | F | Justin Abdelkader - | 25. února 1987 (34 let)    | EV Zug                  |

### Německo
- Soupiska na oficiálních webových stránkách Zdroj
- Hlavní trenér: Toni Söderholm nominoval na šampionát 2021 tyto hráče.
- Asistent trenéra: Matt Mc Ilvane
- Asistent trenéra: Ville Peltonen

| 3  | D | Dominik Bittner      | 10. června 1992 (28 let)    | Grizzlys Wolfsburg         |
| 5  | D | Korbinian Holzer - A | 16. února 1988 (33 let)     | Avtomobilist Jekatěrinburg |
| 7  | F | Maximilian Kastner   | 3. ledna 1993 (28 let)      | EHC Red Bull München       |
| 8  | F | Tobias Rieder        | 10. ledna 1993 (28 let)     | Buffalo Sabres             |
| 9  | D | Leon Gawanke         | 31. května 1999 (21 let)    | Manitoba Moose             |
| 11 | D | Marco Nowak          | 23. července 1990 (30 let)  | Düsseldorfer EG            |
| 15 | F | Stefan Loibl         | 24. června 1996 (24 let)    | Adler Mannheim             |
| 21 | F | Nico Krämmer         | 23. října 1992 (28 let)     | Adler Mannheim             |
| 22 | F | Matthias Plachta     | 16. května 1991 (30 let)    | Adler Mannheim             |
| 24 | F | John Peterka         | 14. ledna 2002 (19 let)     | Eisbären Berlín            |
| 31 | G | Niklas Treutle       | 29. dubna 1991 (30 let)     | Nürnberg Ice Tigers        |
| 34 | F | Tom Kühnhackl        | 21. ledna 1992 (29 let)     | Bridgeport Islanders       |
| 35 | G | Mathias Niederberger | 26. listopadu 1992 (28 let) | Eisbären Berlín            |
| 38 | D | Fabio Wagner         | 17. září 1995 (25 let)      | ERC Ingolstadt             |
| 41 | D | Jonas Müller         | 19. listopadu 1995 (25 let) | Adler Mannheim             |
| 53 | D | Moritz Seider        | 6. dubna 2001 (20 let)      | Rögle BK                   |
| 54 | F | Lean Bergmann        | 4. října 1998 (22 let)      | San Jose Sharks            |
| 58 | F | Markus Eisenschmid   | 22. ledna 1995 (26 let)     | Adler Mannheim             |
| 72 | F | Dominik Kahun        | 2. července 1995 (25 let)   | Edmonton Oilers            |
| 73 | F | Lukas Reichel        | 17. května 2002 (19 let)    | Eisbären Berlín            |
| 77 | F | Daniel Fischbuch     | 19. srpna 1993 (27 let)     | Düsseldorfer EG            |
| 83 | F | Leonhard Pföderl     | 1. září 1993 (27 let)       | Eisbären Berlín            |
| 85 | D | Marcel Brandt        | 8. května 1992 (29 let)     | Straubing Tigers           |
| 90 | G | Felix Brueckmann     | 26. prosince 1990 (30 let)  | Adler Mannheim             |
| 91 | D | Moritz Müller -      | 19. listopadu 1986 (34 let) | Kölner Haie                |
| 92 | F | Marcel Noebels - A   | 14. března 1992 (29 let)    | Adler Mannheim             |
| 95 | F | Frederik Tiffels     | 20. května 1995 (26 let)    | Kölner Haie                |
| 96 | F | Andreas Eder         | 20. března 1996 (25 let)    | Straubing Tigers           |

### Lotyšsko
- Soupiska na oficiálních webových stránkách Zdroj
- Hlavní trenér: Bob Hartley nominoval na šampionát 2021 tyto hráče.
- Asistent trenéra: Artis Abols
- Asistent trenéra: Edgars Masaļskis

| 9  | F | Renārs Krastenbergs  | 3. srpna 1991 (29 let)     | EC VSV                    |
| 10 | F | Lauris Dārziņš - A   | 28. ledna 1985 (36 let)    | Dinamo Riga               |
| 11 | D | Kristaps Sotnieks    | 29. ledna 1987 (34 let)    | Dinamo Riga               |
| 12 | F | Rihards Marenis      | 18. dubna 1993 (28 let)    | Kiruna IF                 |
| 13 | D | Gunārs Skvorcovs     | 13. ledna 1990 (31 let)    | Dinamo Riga               |
| 14 | F | Rihards Bukarts      | 31. prosince 1995 (25 let) | Dinamo Riga               |
| 15 | F | Mārtiņš Karsums      | 26. února 1986 (35 let)    | Krefeld Pinguine          |
| 16 | F | Kaspars Daugaviņš -  | 18. května 1988 (33 let)   | HK Viťaz Moskevská oblast |
| 18 | F | Rodrigo Ābols        | 5. ledna 1996 (25 let)     | Örebro HK                 |
| 24 | F | Miķelis Rēdlihs      | 1. července 1984 (36 let)  | Olimp/Venta               |
| 25 | F | Andris Džeriņš - A   | 14. února 1988 (33 let)    | Dinamo Riga               |
| 26 | D | Uvis Jānis Balinskis | 1. srpna 1996 (24 let)     | HC Verva Litvínov         |
| 27 | D | Oskars Cibuļskis     | 9. dubna 1988 (33 let)     | HC Verva Litvínov         |
| 28 | F | Mārtiņš Dzierkals    | 4. dubna 1997 (24 let)     | Dinamo Riga               |
| 29 | D | Ralfs Freibergs      | 17. května 1991 (30 let)   | HC Oceláři Třinec         |
| 32 | D | Artūrs Kulda         | 25. července 1988 (32 let) | Nürnberg Ice Tigers       |
| 35 | G | Matīss Kivlenieks    | 26. srpna 1996 (24 let)    | Columbus Blue Jackets     |
| 70 | F | Miks Indrašis        | 30. září 1990 (30 let)     | Dinamo Riga               |
| 71 | F | Roberts Bukarts      | 27. června 1990 (30 let)   | Dinamo Riga               |
| 72 | D | Jānis Jaks           | 22. srpna 1995 (25 let)    | Bakersfield Condors       |
| 74 | G | Ivars Punnenovs      | 30. května 1994 (26 let)   | SCL Tigers                |
| 77 | D | Kristaps Zīle        | 24. prosince 1997 (23 let) | Dinamo Riga               |
| 87 | F | Gints Meija          | 4. září 1987 (33 let)      | EHC Black Wings Linz      |
| 81 | F | Ronalds Ķēniņš       | 28. února 1991 (30 let)    | Lausanne HC               |
| 94 | D | Kristiāns Rubīns     | 11. prosince 1997 (23 let) | Toronto Marlies           |
| 95 | F | Oskars Batņa         | 7. května 1995 (26 let)    | Anglet Hormadi Élite      |
| 96 | F | Māris Bičevskis      | 3. srpna 1991 (29 let)     | Mladá Boleslav            |
| 98 | G | Jānis Kalniņš        | 13. prosince 1991 (29 let) | Jokerit                   |

### Norsko
- Soupiska na oficiálních webových stránkách Zdroj
- Hlavní trenér: Petter Thoresen nominoval na šampionát 2021 tyto hráče.
- Asistent trenéra: Per-Erik Alcen
- Asistent trenéra: Anders Gjose
- Asistent trenéra: Sjur Nilsen

| 5  | D | Erlend Lesund            | 11. prosince 1994 (26 let)  | Rögle BK           |
| 6  | D | Jonas Holøs -            | 27. srpna 1987 (33 let)     | Linköpings HC      |
| 8  | F | Mathias Trettenes - A    | 8. listopadu 1993 (27 let)  | La Chaux-de-Fonds  |
| 13 | F | Sondre Olden             | 29. srpna 1992 (28 let)     | La Chaux-de-Fonds  |
| 15 | F | Tommy Kristiansen        | 26. května 1989 (31 let)    | Stavanger Oilers   |
| 17 | D | Stefan Espeland          | 24. března 1989 (32 let)    | Red Bull Salzburg  |
| 18 | F | Tobias Lindström         | 20. dubna 1988 (33 let)     | Vålerenga Ishockey |
| 21 | D | Christian Bull           | 13. srpna 1996 (24 let)     | Krefeld Pinguine   |
| 22 | F | Martin Røymark           | 10. listopadu 1986 (34 let) | Vålerenga Ishockey |
| 31 | G | Jonas Arntzen            | 1. března 1997 (24 let)     | Örebro HK          |
| 33 | G | Henrik Haukeland         | 6. prosince 1994 (26 let)   | Färjestad BK       |
| 38 | G | Henrik Holm              | 6. září 1990 (30 let)       | Stavanger Oilers   |
| 46 | F | Mathis Olimb - A         | 1. února 1986 (35 let)      | Grizzlys Wolfsburg |
| 49 | D | Christian Kåsastul       | 9. dubna 1997 (24 let)      | AIK Ishockey       |
| 51 | F | Mats Rosseli Olsen       | 29. dubna 1991 (30 let)     | Frölunda HC        |
| 85 | F | Michael Haga             | 10. března 1992 (29 let)    | Djurgårdens IF     |
| 93 | F | Thomas Valkvæ Olsen      | 18. května 1993 (28 let)    | IK Frisk Asker     |
| 24 | D | Ole Julian Bjørgvik Holm | 23. května 2002 (18 let)    | Cleveland Monsters |
| 43 | D | Max Krogdahl             | 21. října 1998 (22 let)     | Coventry Blaze     |
| 76 | D | Emil Lilleberg           | 2. února 2001 (20 let)      | Sparta Warriors    |
| 29 | D | Kristian Østby           | 30. ledna 1996 (25 let)     | Stavanger Oilers   |
| 9  | F | Andreas Heier            | 5. prosince 1993 (27 let)   | Stjernen Hockey    |
| 16 | F | Magnus Brekke Henriksen  | 17. dubna 1996 (25 let)     | Vålerenga Ishockey |
| 10 | F | Ludvig Hoff              | 16. října 1996 (24 let)     | Stavanger Oilers   |
| 40 | F | Ken Andrè Olimb          | 21. ledna 1989 (32 let)     | Düsseldorfer EG    |
| 20 | F | Mathias Emilio Pettersen | 3. dubna 2000 (21 let)      | Stockton Heat      |
| 19 | F | Eirik Østrem Salsten     | 17. června 1994 (26 let)    | Storhamar Hockey   |
| 11 | F | Samuel Solem             | 17. června 1994 (26 let)    | Storhamar Hockey   |

### Itálie
- Soupiska na oficiálních webových stránkách Zdroj
- Hlavní trenér: Greg Ireland nominoval na šampionát 2021 tyto hráče.
- Asistent trenéra: Peter Andersson
- Asistent trenéra: Fabio Armani

| 10 | F | Stefano Giliati       | 7. října 1987 (33 let)      | HC Bolzano        |
| 13 | F | Peter Hochkofler      | 4. října 1994 (26 let)      | Red Bull Salzburg |
| 14 | F | Thomas Galimberti     | 12. listopadu 2003 (17 let) | Eppan Pirates     |
| 17 | D | Lorenzo Casetti       | 14. září 1993 (27 let)      | Asiago Hockey     |
| 19 | F | Raphael Andergassen   | 14. června 1993 (27 let)    | HC Pustertal      |
| 21 | D | Daniel Glira          | 25. března 1994 (27 let)    | HC Pustertal      |
| 22 | F | Simon Pitschieler     | 3. prosince 1997 (23 let)   | HC Bolzano        |
| 23 | D | Stefano Marchetti     | 11. října 1986 (34 let)     | Asiago Hockey     |
| 24 | D | Peter Spornberger     | 6. ledna 1999 (22 let)      | EHC Freiburg      |
| 26 | F | Angelo Miceli         | 1. března 1994 (27 let)     | HC Bolzano        |
| 29 | G | Davide Fadani         | 3. února 2001 (20 let)      | HC Lugano         |
| 31 | G | Damian Clara          | 13. ledna 2005 (16 let)     | Red Bull Salzburg |
| 32 | G | Justin Fazio          | 3. května 1997 (24 let)     | HC Bolzano        |
| 37 | D | Phil Pietroniro       | 27. května 1994 (26 let)    | SG Cortina        |
| 44 | D | Gregorio Gios         | 29. června 1999 (21 let)    | SHC Fassa         |
| 46 | F | Ivan Deluca           | 28. července 1997 (23 let)  | HC Bolzano        |
| 68 | D | Sebastiano Soracreppa | 12. září 1999 (21 let)      | HC Thurgau        |
| 81 | F | Anthony Bardaro       | 18. září 1992 (28 let)      | HC Bolzano        |
| 91 | F | Marco Rosa            | 15. ledna 1982 (39 let)     | Asiago Hockey     |
| 92 | F | Alex Petan – A        | 2. května 1992 (29 let)     | Fehérvár AV19     |
| 93 | F | Luca Frigo – A        | 30. května 1993 (27 let)    | HC Bolzano        |
| 94 | F | Daniel Frank -        | 21. března 1994 (27 let)    | HC Bolzano        |
| 95 | F | Marco Magnabosco      | 12. srpna 1995 (25 let)     | Asiago Hockey     |

### Kazachstán
- Soupiska na oficiálních webových stránkách Zdroj
- Hlavní trenér: Yuri Mikhailis nominoval na šampionát 2021 tyto hráče.
- Asistent trenéra: Maxim Semyonov
- Asistent trenéra: Andrei Shayanov
- Asistent trenéra: Alexander Shimin

| 4  | D | Yegor Shalapov     | 27. ledna 1995 (26 let)     | Barys Astana                       |
| 9  | D | Jesse Blacker      | 19. dubna 1991 (30 let)     | Avtomobilist Jekatěrinburg         |
| 10 | F | Nikita Mikhailis   | 18. června 1995 (25 let)    | Barys Astana                       |
| 14 | F | Curtis Valk        | 8. února 1993 (28 let)      | Barys Astana                       |
| 77 | F | Sayan Daniyar      | 5. října 1999 (21 let)      | Nomad Nur-Sultan                   |
| 18 | F | Pavel Akolzin      | 4. října 1990 (30 let)      | Metallurg Magnitogorsk             |
| 20 | G | Demid Yeremeyev    | 25. září 1999 (21 let)      | Arystan Temirtau                   |
| 22 | F | Kirill Panyukov    | 22. května 1997 (23 let)    | Ak Bars Kazaň                      |
| 11 | F | Artyom Likhotnikov | 11. května 1995 (26 let)    | HK Kazcink-Torpedo Usť-Kamenogorsk |
| 28 | D | Valeri Orekhov     | 17. července 1999 (21 let)  | Barys Astana                       |
| 30 | G | Nikita Boyarkin    | 7. října 1998 (22 let)      | HK Saryarka Karaganda              |
| 31 | G | Andrei Shutov      | 4. března 1998 (23 let)     | HK Kazcink-Torpedo Usť-Kamenogorsk |
| 44 | D | Darren Dietz - A   | 17. července 1993 (27 let)  | Barys Astana                       |
| 48 | F | Roman Starchenko - | 12. května 1986 (35 let)    | Barys Astana                       |
| 49 | F | Alexander Shin     | 21. listopadu 1985 (35 let) | HK Kazcink-Torpedo Usť-Kamenogorsk |
| 55 | D | Ivan Stepanenko    | 12. listopadu 1995 (25 let) | Barys Astana                       |
| 58 | D | Viktor Svedberg    | 24. května 1991 (29 let)    | Barys Astana                       |
| 65 | D | Samat Daniyar      | 24. ledna 1999 (22 let)     | Barys Astana                       |
| 68 | F | Dmitri Gurkov      | 3. června 1996 (24 let)     | Nomad Nur-Sultan                   |
| 84 | F | Kirill Savitski    | 9. března 1996 (25 let)     | HK Kazcink-Torpedo Usť-Kamenogorsk |
| 85 | D | Alexei Maklyukov   | 19. září 1993 (27 let)      | Metallurg Magnitogorsk             |
| 88 | F | Evgeni Rymarev     | 9. září 1988 (32 let)       | HK Jugra Chanty-Mansijsk           |
| 89 | F | Anton Sagadeyev    | 6. září 1993 (27 let)       | Barys Astana                       |
| 95 | F | Dmitri Shevchenko  | 15. prosince 1995 (25 let)  | Avangard Omsk                      |
| 96 | F | Alikhan Asetov - A | 26. srpna 1996 (24 let)     | Barys Astana                       |
| 23 | D | Kirill Polokhov    | 23. března 1998 (23 let)    | HC Tambov                          |
| 64 | F | Arkadiy Shestakov  | 24. března 1995 (26 let)    | Barys Astana                       |
| 15 | F | Yegor Petukhov     | 28. února 1994 (27 let)     | Barys Astana                       |